# Vanij
Vanij je bil kralj germanskega plemena Kvadov, ki je vladal od leta 20 do 50 n. št. 
Po pisanju v Tacitovih Analih je prišel na oblast po porazu markomanskega kralja Katvalde v vojni s hermundurskim kraljem Vibilijem. Vanij je po zmagi ustanovil svoje Vanijevo kraljestvo (regnum Vannianum), ki je bilo prva politična ustanova na ozemlju sedanje Slovaške. Bil je podložnik Rimskega cesarstva.  Tacit piše, da je bil sprva "priznan in priljubljen med svojimi rojaki", potem pa je postal tiran. "Sovraštvo sosedov in notranji spori so bili njegova poguba". Vangion in Sidon, sinova njegove sestre, in Hermundur Vibilij so za z združenimi močmi odstavili. Cesar Klavdij I. se je odločil, da se v dogajanja ne bo vmešal, ker se je bal, da bo Luge in druga germanska plemena pritegnilo  "razkošno kraljestvo, ki ga je Vanij obogatil v tridesetih letih plenjenja in pobiranja davkov".
Lugi in Hermunduri so ga zlahka porazili. V bitki je bil ranjen, po porazu pa mu je uspelo pobegniti do svojega ladjevja na Donavi. Klavdij ga je nagradil z ozemljem v Panoniji. Njegovo kraljestvo sta si razdelila njegova nečaka Vangion in Sidon. Tacit piše, da sta bila "izjemno zvesta" Rimskemu cesarstvu. Med podložniki sta bila pred prihodom na oblast  "zelo ljubljena", po prihodu na oblast "pa še bolj osovražena".